# Ludwig Roiger
Ludwig Roiger (* 28. September 1901 in Chammünster, heute Cham; † 15. April 1961 in Cham) war ein deutscher Politiker der SPD und Mitglied des Bayerischen Landtags in der ersten Wahlperiode der Nachkriegszeit.

## Leben und Beruf
Seine Lehre absolvierte Roiger bei den Elektrizitätswerken in Regensburg. Danach war er bei mehreren Großbetrieben im Ruhrgebiet tätig und schloss sich dort den Freien Gewerkschaften an. 1925 zog er nach München, wo er durch den Besuch mehrerer gewerkschaftlicher Kurse zum Kaufmann umschulte. Im Zweiten Weltkrieg wurde er als Soldat eingesetzt. 1945 wurde er zum Kreisbeauftragen für das Flüchtlingswesen im Landkreis Cham berufen.

## Politik
1920 schloss sich Roiger der SPD an. Vor 1933 trat er als Mitglied des Reichsbanners Schwarz-Rot-Gold gegen den aufkommenden Nationalsozialismus ein. Nach der Machtübernahme der Nationalsozialisten 1933 versuchte er seine politische Tätigkeit im Untergrund fortzusetzen, unter anderem durch die Verbreitung von Flugschriften.
1946 wurde Roiger in die Verfassunggebende Landesversammlung berufen. Im selben Jahr erfolgte seine Wahl in den Bayerischen Landtag, dem er eine Wahlperiode lang bis 1950 angehörte.